# 西村則康
西村 則康（にしむら のりやす、1954年2月28日 - ）は、日本の教育者、実業家である。兵庫県出身。アクセラレーテッドラーニングジャパン有限会社代表取締役、塾ソムリエ、中学受験情報局 主任相談員である。

## 人物
辻義夫、小川大介、前田昌宏とともに、かしこい塾の使い方を創設に関わる。

## 著書
- 本当に勉強ができる子になる子育て（2011年1月、ごま書房新社、ISBN 4341132024）
- 自分から勉強する子の育て方: ~プロ家庭教師が教える合格への下地づくり~（2012年1月、実務教育出版、ISBN 4788910489）
- 御三家・灘中合格率日本一の家庭教師が教える 頭のいい子の育て方（2013年9月、アスコム、ISBN 4776208059）
- なぜ、ウチの子だけ合格するのか?―中学受験「かしこい塾の使い方」（2013年11月、シーカー出版、ISBN 4434185330）
- 勉強ができる子になる「1日10分」家庭の習慣（2013年11月、実務教育出版、ISBN 4788910683）
- 中学受験は親が9割（2014年6月、青春出版社、ISBN 4413039203）
  - 中学受験は親が9割［学年・科目別］必勝対策（2015年1月、青春出版社、ISBN 4413039386）
- 年齢別 子どもの頭が必ずよくなる育み方（2015年2月、潮出版社、ISBN 4267020035）
- 子どもがぐんぐんやる気になる魔法の声かけ（2015年3月、主婦と生活社、ISBN 4391146223）
- 中学受験の常識 ウソ？ホント？（2015年7月、青春出版社、ISBN 4788911531）
- [中学受験]やってはいけない小3までの親の習慣（2015年8月、青春出版社、ISBN 4413039661）
- つまずきをなくす シリーズ（実務教育出版）
  - つまずきをなくす 小2 算数 計算【たし算・ひき算・かけ算・文章題】（2015年11月、ISBN 4788911647）
  - つまずきをなくす 小3 算数 計算【整数・小数・分数・単位】（2015年11月、ISBN 4788911655）
  - つまずきをなくす 小4 算数 計算【わり算・小数・分数】（2015年11月、ISBN 4788911663）
  - つまずきをなくす 小5 算数 計算【小数・分数・割合】（2016年3月、ISBN 4788911671）
  - つまずきをなくす 小6 算数 計算【分数・速さ・文章題】（2016年3月、ISBN 478891168X）
  - つまずきをなくす 小1・2・3 算数 平面図形（2016年12月、ISBN 4788911329）
  - つまずきをなくす 小4・5・6 算数 立体図形（2016年12月、ISBN 4788911388）
  - つまずきをなくす 小4・5・6 算数 平面図形（2016年12月、ISBN 4788911337）
  - つまずきをなくす 小1 算数 文章題 （2017年3月、ISBN 4788913275）
  - つまずきをなくす 小4 算数 文章題 （2017年3月、ISBN 4788913305）
  - つまずきをなくす 小5 算数 文章題 （2017年3月、ISBN 4788913313）
  - つまずきをなくす 小6 算数 文章題 （2017年4月、ISBN 4788913321）
  - つまずきをなくす 小2 算数 文章題 （2017年4月、ISBN 4788913283）
  - つまずきをなくす 小3 算数 文章題 （2017年4月、ISBN 4788913291）
- 中学受験は算数で決まる! （2016年1月、実務教育出版、ISBN 4413039858）
- 1日10分小学1年生のさんすう練習帳 シリーズ（実務教育出版）
  - 1日10分小学1年生のさんすう練習帳【たし算・ひき算・とけい】（2016年3月、ISBN 4788911639）
  - 1日10分小学校入学前のさんすう練習帳【かぞえる・あわせていくつ】（2016年3月、ISBN 4788911698）
- 中学受験 偏差値20アップを目指す逆転合格術（2017年10月、青春出版社、ISBN 4413230612）
- 共働きだからできる 中学受験必勝法!（2018年7月、あさ出版、ISBN 486667041X）
- 中学受験 入塾テストで上位クラスに入るスタートダッシュ シリーズ（青春出版社）
  - 中学受験 入塾テストで上位クラスに入るスタートダッシュ［算数］（2018年10月、ISBN 4413112725）
  - 中学受験 入塾テストで上位クラスに入るスタートダッシュ［国語］（2018年12月、ISBN 4413112741）
- 西村式中学受験小4~小6で差をつける 難関校合格のすごい勉強習慣 受かる子・受からない子の違いは「スピーディー&スロー」学習法（2019年12月、日本能率協会マネジメントセンター、ISBN 4820731955）

### 共編著、監修
- なぜ受験勉強は人生に役立つのか（齋藤孝との共著）（2014年3月、祥伝社、ISBN 4396113609）
- 小学生のナンプレ シリーズ（Conceptis編著、西村則康監修）（池田書店）
  - 算数が楽しくなる! 小学生のナンプレ（2015年6月、ISBN 4262154726）
  - 楽しく遊んで算数が好きになる!小学生のナンプレ 1・2・3年生（2015年3月、ISBN 4262154815）
  - 算数が好きになる! 小学生のナンプレ どんどんとける（2016年10月、ISBN 4262154904）
- 楽しみながら算数センスをみがく! こども論理パズル 入門編（Conceptis編著、西村則康監修）（2018年7月、池田書店、ISBN 4262155331）
- 塾でも教えてくれない 中学受験・国語のツボ（小川大介著、西村則康監修）（2016年7月、青春出版社、ISBN 4413230086）
- 中学受験 基本のキ! 新版（小川大介との共著）（2016年10月、日経BP、ISBN 4822272494）
- 中学受験 すらすら解ける魔法ワザ シリーズ（実務教育出版）
  - 中学受験 すらすら解ける魔法ワザ 算数・図形問題（前田昌宏著、西村則康監修）（2017年8月、ISBN 478891333X）
  - 中学受験 すらすら解ける魔法ワザ 理科・計算問題（辻義夫著、西村則康監修）（2017年8月、ISBN 4788913348）
  - 中学受験 すらすら解ける魔法ワザ 算数・計算問題 （前田昌宏著、西村則康監修）（2018年6月、ISBN 4788919494）
  - 中学受験 すらすら解ける魔法ワザ 理科・知識思考問題（辻義夫著、西村則康監修）（2018年8月、ISBN 4788919508）
  - 中学受験 すらすら解ける魔法ワザ 算数・文章題（前田昌宏著、西村則康監修）（2019年6月、ISBN 4788919591）
  - 中学受験 すらすら解ける魔法ワザ 理科・表とグラフ問題（辻義夫著、西村則康監修）（2019年7月、ISBN 4788919605）
  - 中学受験基本のキ! 改訂新版（小川大介との共著）（2018年10月、日経BP、ISBN 4296101323）
- いちばん得する中学受験（辻義夫との共著）（2018年3月、すばる舎、ISBN 4799106740）
- つまずきやすいところが絶対つまずかない! 小学校6年間の図形の教え方（辻義夫との共著）（2019年5月、すばる舎、ISBN 4799108115）
- つまずきをなくす シリーズ（実務教育出版）
  - つまずきをなくす 小4算数 全分野 基礎からていねいに（高野健一との共著）（2020年1月、ISBN 4788914948）
  - つまずきをなくす 小5算数 全分野 基礎からていねいに（前田昌宏との共著）（2020年1月、ISBN 4788914956）

## テレビ番組
- キッズナビゲーション（2010年5月5日、テレビ神奈川）
- 100秒博士アカデミー（2013年10月29日、TBS）
- バイキング（2014年8月28日、2015年3月5日、フジテレビ）
- 中居正広のミになる図書館（2014年11月4日、テレビ朝日）
- ノンストップ!（2014年11月25日、フジテレビ）
  - ノンストップ!（2015年3月24日、フジテレビ）
- ごごたま（2015年4月15日〜2016年3月30日、テレビ埼玉）
- フルタチさん古舘伊知郎がニッポンの今を考える！2017年もひっかかるSP！！（2017年1月8日、フジテレビ）
- 直撃LIVE グッディ!（2017年2月13日、フジテレビ）
- 世界を変える『プラスワン』（2017年2月19日、読売テレビ）
- 珍種目No.1は誰だ!? ピラミッド・ダービー（2017年5月7日、TBS）